# Naśladuj Chrystusa!
Naśladuj Chrystusa! – ogólnoświatowa seria kongresów (dużych spotkań religijnych) zorganizowanych przez Świadków Jehowy, które rozpoczęły się w maju 2007 roku, a zakończyły w styczniu 2008 roku. Odbyły się w przeszło 160 krajach, na 3200 kongresach było przeszło 12 milionów obecnych.

## Cel kongresu

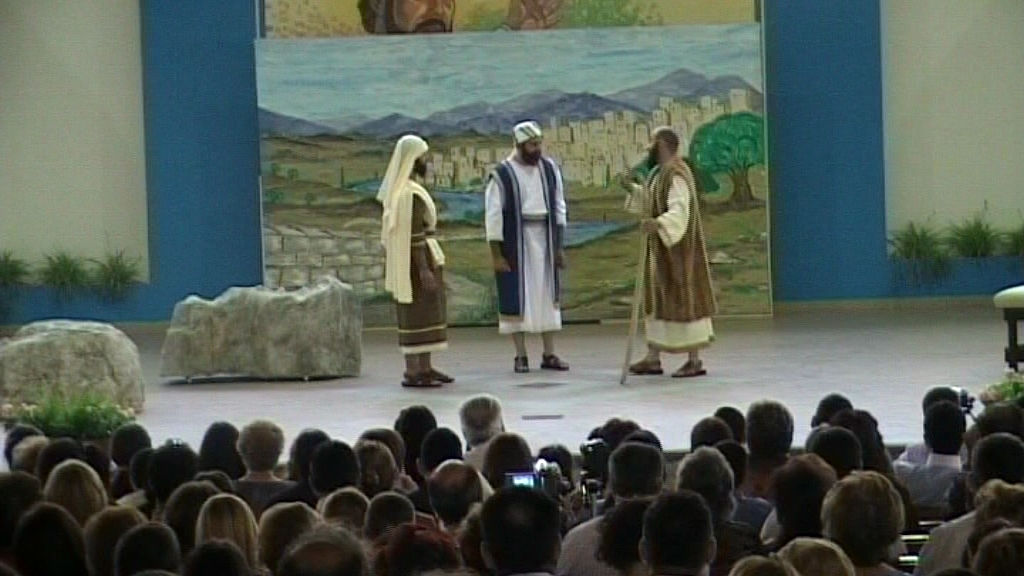
Dramat (kostiumowe przedstawienie biblijne) pt. „Przyodziejcie się w uniżenie umysłu” na kongresie (2007)

Hasło kongresu nawiązywało do kluczowego wersetu biblijnego 1. Listu Piotra 2:21: „Właśnie do tego biegu zostaliście powołani, gdyż i Chrystus cierpiał za was, pozostawiając wam wzór, abyście podążali dokładnie jego śladami”. „Podkreślało, że chrześcijanie powinni naśladować wzór pozostawiony przez Jezusa Chrystusa”.
Kongres miał na celu odpowiedzieć na pytanie jak „na życie oddziałują przykład i nauki Chrystusa i jak to pozytywnie wpływa nażycie rodzinne, radzenie sobie z problemami życiowymi i na zadzierzgnięcie bliższej więzi z Jehową Bogiem. Miał też na celu zachęcenie obecnych, by jako chrześcijanie 'stali się wykonawcami słowa, a nie tylko słuchaczami’ (List Jakuba 1:22–25). Program skoncentrował się na tym, czego Biblia uczy o prawdziwym chrystianizmie oraz przedstawiał biblijne znaki rozpoznawcze prawdziwych chrześcijan”. Miał też udzielić odpowiedzi na pytanie „Kto naprawdę naśladuje Chrystusa?”.

## Kongresy

### Polska
Zorganizowano 22 kongresy w 18 miastach. Program został przedstawiony w językach polskim i polskim migowym. Ochrzczono 1684 osoby.
- 29 czerwca–1 lipca
  - Białystok, Stadion Hetmana[10]
  - Bydgoszcz, Stadion Polonii (program był też tłumaczony na polski język migowy, 6,5 tys. obecnych)[11][12]
  - Sosnowiec, Centrum Kongresowe Świadków Jehowy
  - Łódź, Stadion Widzewa Łódź (przeszło 8 tys. obecnych, ochrzczono 104 osoby)[13]
  - Wałbrzych, Stadion Zagłębia[14]
  - Zamość, Stadion OSiR (5 tys. obecnych, ochrzczono 71 osób)[15]

- 6–8 lipca
  - Gdynia, Stadion Arki
  - Koszalin, Stadion Gwardii[16]
  - Poznań, Stadion Olimpii (przeszło 9 tys. obecnych, ochrzczono 96 osób; przed kongresem około 2000 wolontariuszy posprzątało i naprawiło infrastukturę stadionu)[17][18][19]
  - Rzeszów, Hala Podpromie
  - Sosnowiec, Centrum Kongresowe Świadków Jehowy (ochrzczono 50 osób)[20]
  - Warszawa, Stadion Legii (przeszło 10 tys. obecnych, ochrzczono 145 osób)[21][22]

- 13–15 lipca
  - Lublin, Hala Sportowo-Widowiskowa „Globus”
  - Sosnowiec, Centrum Kongresowe[23]
  - Zielona Góra, Stadion MOSiR (5 tys. obecnych, ochrzczono 50 osób)[24][25]

- 20–22 lipca
  - Olsztyn, Stadion OSiR
  - Ostrów Wielkopolski, Stadion Miejski
  - Sosnowiec, Centrum Kongresowe (program również w polskim języku migowym)
  - Szczecin, Stadion Arkonii Szczecin[26]

- 27–29 lipca
  - Starachowice, Stadion Star Starachowice (4 tys. obecnych, ochrzczono 51 osób)[27][28]
  - Sosnowiec, Centrum Kongresowe
  - Wrocław, Stadion Olimpijski

### Kongresy na świecie

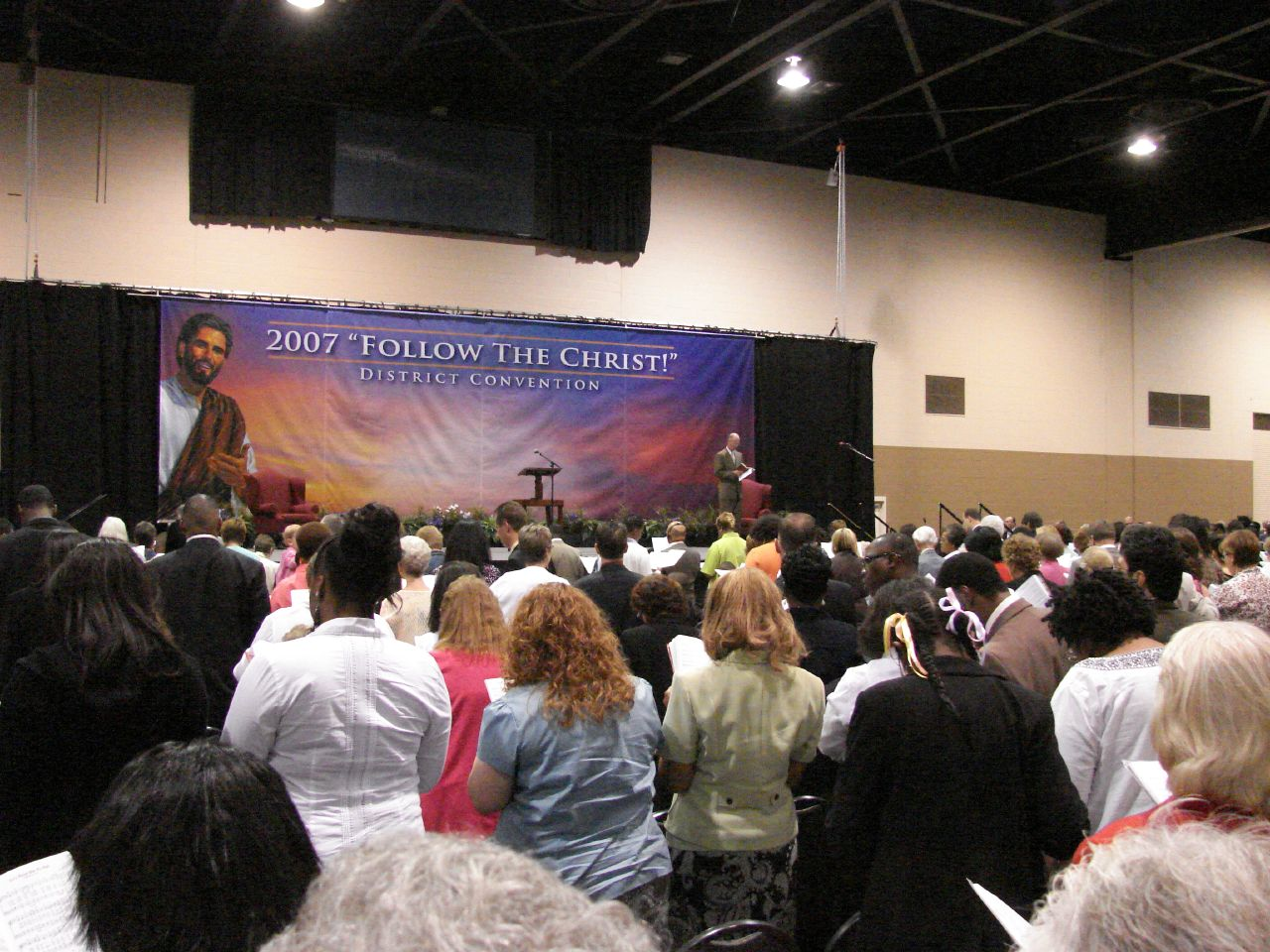
Kongres w Toledo

Kongresy zostały zorganizowane przez Ciało Kierownicze Świadków Jehowy w przeszło 160 krajach.
W języku polskim odbyły się również w Niemczech (Hanower, AWD-Arena, 27–29 lipca), Stanach Zjednoczonych (Romeoville, Sala Zgromadzeń, 20–22 lipca).
Jeden z kongresów w Rosji odbył się na moskiewskim Stadionie Łużniki. Liczba obecnych wyniosła 29 040 osób, a 655 ochrzczono. W programie uczestniczyli członkowie Ciała Kierowniczego Świadków Jehowy. 29 czerwca w Petersburgu wydanie Pisma Świętego w Przekładzie Nowego Świata w języku rosyjskim ogłosił Theodore Jaracz, a w Moskwie Stephen Lett. 5 października na kongresach w Nigerii ogłoszono wydanie tego przekładu w języku igbo.
Na kongresach w Ghanie ogłoszone wydanie Chrześcijańskich Pism Greckich w Przekładzie Nowego Świata (Nowego Testamentu) w języku ewe, w Armenii w języku ormiańskim, w Rwandzie w języku rwanda, w Burundi w języku rundi, a w Tajlandii w języku tajskim. W grudniu na kongresach w Aklan, Bacolod, Iloilo, Koronadal i Roxas na Filipinach ogłoszono wydanie ich w języku hiligaynon.

## Ważne punkty programu
Program kongresu zachęcał do trzymania się w codziennym życiu nauk Chrystusa. W każdym z trzech dni program skoncentrował uwagę na trzech biblijnych myślach przewodnich: ‛Uważnie wpatrujmy się w Naczelnego Pełnomocnika i Udoskonaliciela naszej wiary, Jezusa’ (Hebrajczyków 12:2), „Moje owce słuchają mego głosu i (...) podążają za mną” (Ewangelia Jana 10:27) i „Dalej mnie naśladuj” (Ewangelia Jana 21:19).
- Dramat (biblijne przedstawienie kostiumowe): Przyodziejcie się w uniżenie umysłu (oparty na historii Gechaziego)
- Słuchowisko: Słowo Boże „jest żywe i oddziałuje z mocą” (Marka 4:35-5:43)[36]
- Wykład publiczny: Kim są prawdziwi naśladowcy Chrystusa?[5][6]

## Kampania
Kongresy poprzedziła trzytygodniowa ogólnoświatowa kampania informacyjna – druga tego rodzaju, polegająca na rozpowszechnianiu specjalnych zaproszeń na kongresy zorganizowane w ponad 160 krajach. Wstęp na kongresy był wolny, również bez zaproszeń.